# Toragrella normalis
Toragrella normalis is een hooiwagen uit de familie Sclerosomatidae.